# 司马端
司马端（？—311年？），晉朝宗室，為晋武帝司马炎之子清河王司马遐的第四子，300年，司马遐死后，他大哥司马覃袭封清河王，他为广川王。307年三月，晋怀帝册立他三哥司马诠为皇太子，他为豫章王，礼秩如皇子，拜散骑常侍、平南将军、都督江州诸军事、假节。311年六月十二戊戌，汉赵攻克洛阳，俘虏晋怀帝，刘曜杀太子司马诠、吴孝王司马晏、竟陵王司马楙和朝廷大臣，史称永嘉之乱，司马端投奔大将苟晞。苟晞立司马端为皇太子，仅仅过了七十日，就被石勒俘虏。